# Fußball-Bundesliga 2020-2021 (Austria)
La Fußball-Bundesliga 2020-2021 (chiamata ufficialmente Tipico Bundesliga per motivi di sponsorizzazione) è stata la 109ª edizione del campionato di calcio austriaco, iniziata l'11 settembre 2020 e terminata il 22 maggio 2021. Il Salisburgo, squadra campione in carica, si è riconfermata conquistando il trofeo per la quindicesima volta nella sua storia, l'ottava consecutiva.

## Stagione

### Novità
Dalla stagione precedente è stato retrocesso il WSG Swarovski Tirol, mentre dalla Erste Liga è stato promosso il Ried, classificatosi al primo posto. In seguito all'esclusione del Mattersburg per fallimento, il WSG Swarovski Tirol è stato riammesso nella massima serie austriaca.

### Formula
Le 12 squadre si affrontano in un girone di andata e ritorno, per un totale di 22 giornate. Al termine, le squadre sono divise in due gruppi di sei, in base alla classifica. Tutte le squadre inizieranno il girone con i punti totalizzati durante la stagione regolare. Ogni squadra incontra le altre del proprio gruppo, in partite di andata e ritorno, per un totale di altre 10 giornate.

La squadra campione è ammessa ai play-off della UEFA Champions League 2021-2022. La seconda classificata è ammessa al secondo turno di qualificazione della UEFA Champions League 2021-2022.

La vincitrice della ÖFB-Cup 2020-2021 è ammessa ai play-off della UEFA Europa League 2021-2022. La terza classificata è ammessa al terzo turno di qualificazione della UEFA Europa Conference League 2021-2022.

Le squadre classificate al quarto, al quinto e al settimo posto partecipano alla gara play-off per l'assegnazione di un altro posto nel secondo turno di qualificazione della UEFA Europa Conference League 2021-2022.

L'ultima classificata retrocederà in Erste Liga.

## Squadre partecipanti
| Club                | Città            | Stadio                  | Stagione precedente              |
| ------------------- | ---------------- | ----------------------- | -------------------------------- |
| Admira Wacker M.    | Mödling          | BSFZ-Arena              | 11º posto in Fußball-Bundesliga  |
| Altach              | Altach           | Cashpoint-Arena         | 8º posto in Fußball-Bundesliga   |
| Austria Vienna      | Vienna           | Generali Arena          | 7º posto in Fußball-Bundesliga   |
| Hartberg            | Hartberg         | Hartberg Stadion        | 5º posto in Fußball-Bundesliga   |
| LASK                | Linz             | Waldstadion             | 4º posto in Fußball-Bundesliga   |
| Rapid Vienna        | Vienna           | Allianz Stadion         | 2º posto in Fußball-Bundesliga   |
| Ried                | Ried im Innkreis | Keine Sorgen Arena      | 1º posto in Erste Liga, promosso |
| Salisburgo          | Salisburgo       | Stadion Wals-Siezenheim | 1º posto in Fußball-Bundesliga   |
| St. Pölten          | Sankt Pölten     | NV Arena                | 9º posto in Fußball-Bundesliga   |
| Sturm Graz          | Graz             | Merkur-Arena            | 6º posto in Fußball-Bundesliga   |
| WSG Swarovski Tirol | Wattens          | Tivoli-Neu Stadion      | 12º posto in Fußball-Bundesliga  |
| Wolfsberger         | Wolfsberg        | Lavanttal Arena         | 3º posto in Fußball-Bundesliga   |

## Allenatori
| Club                | Allenatore                                                                                          |
| ------------------- | --------------------------------------------------------------------------------------------------- |
| Admira Wacker       | Zvonimir Soldo (1ª) Patrick Helmes (2ª) Damir Burić (3ª-27ª) Klaus Schmidt (28ª-32ª)                |
| Altach              | Alex Pastoor (1ª-18ª) Damir Canadi (19ª-32ª)                                                        |
| Austria Vienna      | Peter Stöger                                                                                        |
| Hartberg            | Markus Schopp                                                                                       |
| LASK                | Dominik Thalhammer                                                                                  |
| Rapid Vienna        | Dietmar Kühbauer                                                                                    |
| Ried                | Gerald Baumgartner (1ª-11ª) Gerhard Schweitzer (12ª) Miron Muslic (13ª-22ª) Andreas Heraf (23ª-32ª) |
| Salisburgo          | Jesse Marsch                                                                                        |
| St. Pölten          | Robert Ibertsberger (1ª-23ª) Georg Zellhofer (24ª-28ª) Gerald Baumgartner (29ª-32ª)                 |
| Sturm Graz          | Christian Ilzer                                                                                     |
| WSG Swarovski Tirol | Thomas Silberberger                                                                                 |
| Wolfsberger         | Ferdinand Feldhofer (1ª-19ª) Roman Stary (20ª-32ª)                                                  |

## Stagione regolare

### Classifica finale
|  | Pos. | Squadra             | Pt | G  | V  | N | P  | GF | GS | DR  |
|  | ---- | ------------------- | -- | -- | -- | - | -- | -- | -- | --- |
|  | 1.   | Salisburgo          | 52 | 22 | 17 | 1 | 4  | 67 | 24 | +43 |
|  | 2.   | Rapid Vienna        | 45 | 22 | 13 | 6 | 3  | 43 | 25 | +18 |
|  | 3.   | LASK                | 42 | 22 | 13 | 3 | 6  | 42 | 21 | +21 |
|  | 4.   | Sturm Graz          | 39 | 22 | 11 | 6 | 5  | 34 | 20 | +14 |
|  | 5.   | Wolfsberger         | 33 | 22 | 10 | 3 | 9  | 40 | 39 | +1  |
|  | 6.   | WSG Swarovski Tirol | 30 | 22 | 8  | 6 | 8  | 37 | 34 | +3  |
|  | 7.   | Hartberg            | 29 | 22 | 7  | 8 | 7  | 25 | 38 | -13 |
|  | 8.   | Austria Vienna      | 25 | 22 | 6  | 7 | 9  | 31 | 32 | -1  |
|  | 9.   | St. Pölten          | 21 | 22 | 5  | 6 | 11 | 33 | 43 | -10 |
|  | 10.  | Altach              | 21 | 22 | 6  | 3 | 13 | 20 | 43 | -23 |
|  | 11.  | Ried                | 16 | 22 | 4  | 4 | 14 | 21 | 46 | -25 |
|  | 12.  | Admira Wacker M.    | 14 | 22 | 3  | 5 | 14 | 22 | 50 | -28 |

Legenda:
      Ammesse alla Poule scudetto
      Ammesse alla Poule retrocessione
Note:

Tre punti a vittoria, uno a pareggio, zero a sconfitta.
In caso di arrivo di due o più squadre a pari punti, la graduatoria verrà stilata secondo la classifica avulsa tra le squadre interessate che prevede, in ordine, i seguenti criteri:
- Punti generali
- Differenza reti generale
- Reti realizzate in generale
- Partite vinte in generale
- Partite vinte in trasferta
- Punti negli scontri diretti
- Differenza reti negli scontri diretti
- Differenza reti generale
- Sorteggio

### Risultati
|                       | Adm  | Alt  | AVi  | Har  | LAS  | RVi  | Rie  | Sal  | SPö  | SGr  | Tir  | Wol    |
| --------------------- | ---- | ---- | ---- | ---- | ---- | ---- | ---- | ---- | ---- | ---- | ---- | ------ |
| Admira Wacker Mödling | –––– | 3-1  | 0-4  | 2-3  | 1-2  | 0-1  | 3-1  | 1-0  | 0-5  | 0-0  | 1-1  | 1-3    |
| Altach                | 4-2  | –––– | 0-0  | 1-1  | 0-1  | 0-0  | 2-1  | 0-2  | 0-4  | 2-1  | 0-2  | 0-2    |
| Austria Vienna        | 2-2  | 5-1  | –––– | 0-1  | 1-1  | 0-0  | 2-1  | 0-2  | 1-1  | 0-4  | 2-2  | 3-5    |
| Hartberg              | 2-1  | 1-0  | 2-1  | –––– | 1-1  | 1-3  | 1-1  | 0-3  | 3-3  | 1-1  | 1-0  | 0-2    |
| LASK                  | 4-0  | 3-0  | 1-0  | 1-2  | –––– | 1-2  | 3-0  | 0-1  | 4-0  | 2-0  | 2-4  | 3-1    |
| Rapid Vienna          | 4-1  | 3-1  | 1-1  | 4-0  | 3-0  | –––– | 1-0  | 1-1  | 2-1  | 4-1  | 0-3  | 1-0    |
| Ried                  | 0-0  | 1-4  | 0-1  | 2-0  | 0-3  | 4-3  | –––– | 1-3  | 1-1  | 0-2  | 3-2  | 0-4    |
| Salisburgo            | 3-1  | 4-1  | 3-1  | 7-1  | 3-1  | 4-2  | 3-0  | –––– | 4-1  | 1-3  | 5-0  | 2-3    |
| St. Pölten            | 2-2  | 0-1  | 0-2  | 2-2  | 1-3  | 1-2  | 4-0  | 2-8  | –––– | 0-0  | 0-1  | 0-2    |
| Sturm Graz            | 3-0  | 4-0  | 2-1  | 2-1  | 0-2  | 1-1  | 2-1  | 2-1  | 3-0  | –––– | 1-0  | 1-2    |
| WSG Swarovski Tirol   | 3-0  | 3-1  | 0-2  | 1-1  | 1-1  | 1-1  | 1-3  | 2-4  | 0-1  | 1-1  | –––– | 4-1    |
| Wolfsberger           | 2-1  | 0-1  | 3-2  | 0-0  | 0-3  | 3-4  | 1-1  | 1-3  | 2-4  | 0-0  | 3-5  | ––––\| |

## Poule scudetto
I punti conquistati nella stagione regolare vengono dimezzati e, in caso, arrotondati per difetto.

### Classifica finale
|                    | Pos. | Squadra             | Pt | G  | V  | N | P  | GF | GS | DR  |
| ------------------ | ---- | ------------------- | -- | -- | -- | - | -- | -- | -- | --- |
| Austria (bandiera) | 1.   | Salisburgo          | 51 | 32 | 25 | 2 | 5  | 94 | 33 | +61 |
|                    | 2.   | Rapid Vienna        | 36 | 32 | 17 | 8 | 7  | 64 | 40 | +24 |
|                    | 3.   | Sturm Graz          | 36 | 32 | 16 | 8 | 8  | 52 | 34 | +18 |
|                    | 4.   | LASK                | 33 | 32 | 15 | 6 | 11 | 55 | 41 | +14 |
|                    | 5.   | Wolfsberger         | 27 | 32 | 13 | 5 | 14 | 52 | 62 | -10 |
|                    | 6.   | WSG Swarovski Tirol | 23 | 32 | 10 | 8 | 14 | 53 | 60 | -7  |

Legenda:

      Campione dell'Austria e ammessa ai play-off della UEFA Champions League 2021-2022

      Ammessa al secondo turno di qualificazione della UEFA Champions League 2021-2022

      Ammessa ai play-off della UEFA Europa League 2021-2022

      Ammessa alla UEFA Europa Conference League 2021-2022

 Ammesse allo spareggio qualificazione della UEFA Europa Conference League 2021-2022

### Risultati
|                     | LAS  | RVi  | Sal  | SGr  | Tir  | Wol  |
| ------------------- | ---- | ---- | ---- | ---- | ---- | ---- |
| LASK                | –––– | 1-1  | 2-5  | 0-0  | 3-3  | 2-1  |
| Rapid Vienna        | 3-0  | –––– | 0-3  | 0-0  | 4-0  | 1-2  |
| Salisburgo          | 2-0  | 2-0  | –––– | 3-1  | 4-0  | 1-1  |
| Sturm Graz          | 3-1  | 4-1  | 1-3  | –––– | 3-2  | 0-1  |
| WSG Swarovski Tirol | 2-0  | 2-3  | 3-2  | 2-3  | –––– | 2-2  |
| Wolfsberger         | 0-4  | 1-8  | 1-2  | 1-3  | 2-0  | –––– |

## Poule retrocessione
I punti conquistati nella stagione regolare vengono dimezzati e, in caso, arrotondati per difetto.

### Classifica finale
|  | Pos. | Squadra          | Pt | G  | V  | N  | P  | GF | GS | DR  |
|  | ---- | ---------------- | -- | -- | -- | -- | -- | -- | -- | --- |
|  | 7.   | Hartberg         | 32 | 32 | 12 | 11 | 9  | 38 | 48 | -10 |
|  | 8.   | Austria Vienna   | 29 | 32 | 11 | 9  | 12 | 47 | 43 | +4  |
|  | 9.   | Ried             | 25 | 32 | 8  | 9  | 15 | 34 | 57 | -23 |
|  | 10.  | Altach           | 23 | 32 | 9  | 7  | 16 | 33 | 55 | -22 |
|  | 11.  | Admira Wacker M. | 19 | 32 | 6  | 8  | 18 | 27 | 58 | -31 |
|  | 12.  | St. Pölten       | 13 | 32 | 5  | 9  | 18 | 39 | 57 | -18 |

Legenda:
 Ammessa allo spareggio Europa Conference League o allo spareggio promozione-retrocessione
      Retrocessa in Erste Liga 2021-2022
Note:

Tre punti a vittoria, uno a pareggio, zero a sconfitta.

### Risultati
|                       | Adm  | Alt  | AVi  | Har  | Rie  | SPö  |
| --------------------- | ---- | ---- | ---- | ---- | ---- | ---- |
| Admira Wacker Mödling | –––– | 1-1  | 0-2  | 0-1  | 0-2  | 2-0  |
| Altach                | 0-1  | –––– | 2-1  | 2-2  | 3-0  | 1-0  |
| Austria Vienna        | 0-0  | 2-0  | –––– | 3-1  | 2-2  | 2-1  |
| Hartberg              | 2-0  | 2-1  | 1-0  | –––– | 1-1  | 0-0  |
| Ried                  | 0-0  | 0-0  | 3-2  | 3-2  | –––– | 2-1  |
| St. Pölten            | 0-1  | 3-3  | 1-2  | 0-1  | 0-0  | –––– |

## Play-off Europa Conference League

### Semifinale
|          | Risultati |                | Luogo e data             |
| -------- | --------- | -------------- | ------------------------ |
| Hartberg | 0 - 3     | Austria Vienna | Hartberg, 24 maggio 2021 |
|          |           |                |                          |

### Finale
|                | Risultati |                | Luogo e data              |
| -------------- | --------- | -------------- | ------------------------- |
| Austria Vienna | 3 - 0     | Wolfsberger    | Vienna, 27 maggio 2021    |
| Wolfsberger    | 1 - 2     | Austria Vienna | Wolfsberg, 30 maggio 2021 |
|                |           |                |                           |

## Spareggio promozione-retrocessione
Dal momento che le prime due squadre classificate nella Erste Liga 2020-2021 non hanno ottenuto la licenza per la massima serie, è stato disputato uno spareggio tra il St. Polten, ultima classificata in Bundesliga, e l'Austria Klagenfurt, terza classificata in Erste Liga e prima squadra ad avere una licenza.

### Finale
|                    | Risultati |                    | Luogo e data                 |
| ------------------ | --------- | ------------------ | ---------------------------- |
| Austria Klagenfurt | 4 - 0     | St. Pölten         | Klagenfurt, 26 maggio 2021   |
| St. Pölten         | 0 - 1     | Austria Klagenfurt | Sankt Pölten, 29 maggio 2021 |
|                    |           |                    |                              |

## Statistiche

### Classifica marcatori
| Gol |  |  | Giocatore                 | Squadra             |
| --- |  |  | ------------------------- | ------------------- |
| 27  |  |  | Patson Daka               | Salisburgo          |
| 18  |  |  | Nikolai Baden Frederiksen | WSG Swarovski Tirol |
| 17  |  |  | Dejan Joveljić            | Wolfsberger         |
| 15  |  |  | Ercan Kara                | Rapid Vienna        |
| 14  |  |  | Mërgim Berisha            | Salisburgo          |
| 14  |  |  | Sekou Koita               | Salisburgo          |
| 13  |  |  | Alexander Schmidt         | St. Pölten          |
| 12  |  |  | Johannes Eggestein        | LASK                |
| 12  |  |  | Christoph Knasmüllner     | Rapid Vienna        |
| 11  |  |  | Marco Grüll               | Ried                |
| 10  |  |  | Kelvin Yeboah             | Sturm Graz          |